# Willem van Hogendorp (1656-1733)

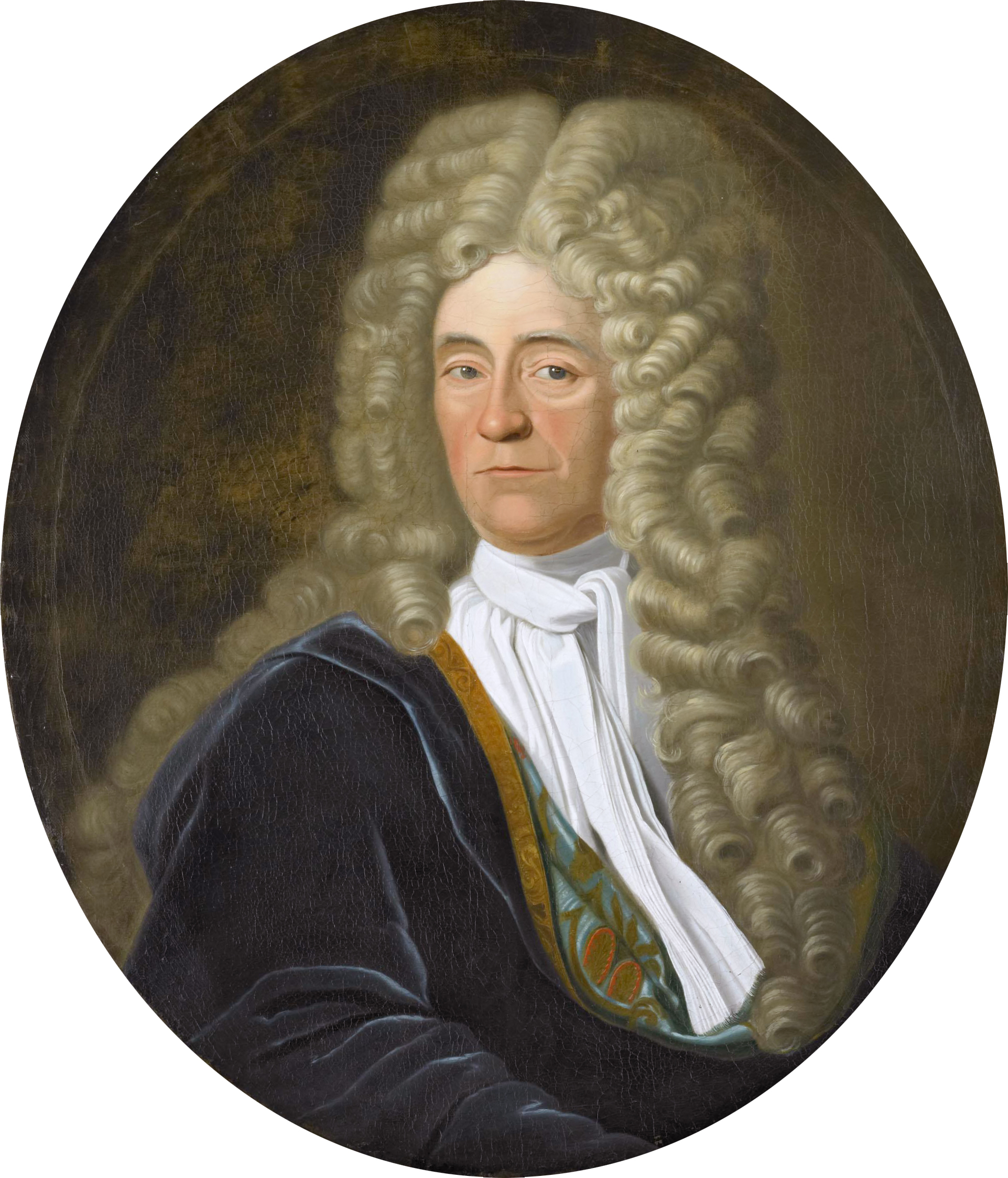
Willem van Hogendorp

Willem van Hogendorp (1656 of 57 - 1733) was een lid van het Rotterdamse geslacht Van Hogendorp. Hij was raad, schepen en burgemeester van Rotterdam. In 1692 werd hij gekozen tot bewindvoerder van de VOC kamer te Rotterdam.

## Schilderij
Het portret is van de hand van een onbekende meester, en is tussen 1692 en 1733 vervaardigd. Het behoort tot een reeks portretten van bewindvoerders van de VOC te Rotterdam afkomstig uit het Oostindië Huis aan de Boompjes; collectie Rijksmuseum Amsterdam.